# 抵抗権
抵抗権（ていこうけん、英: Right of Resistance）とは、人民により信託された政府による権力の不当な行使に対して人民が抵抗する権利。反抗権（英: Right of Rebellion）、革命権（英: Right of Revolution）とも言われる。

## 概要
君主や統治機構が民衆の信頼・支持を失い転覆される事態は、古来より世界中で見られる普遍的な現象だが、圧政に対する一方的服従や、その逆の場当たり的な反乱・混乱を避けるために、そうした行為を正当化・理論化し、指針・基準を設ける必要性から、瑣末な差異こそあれ、こうした概念・理論は様々な地域で各々に形成・醸成されてきた。
抵抗権や革命権の概念は古くは古代ギリシアの暴君暗殺論にも見られ、また代表的な例には、中世のモナルコマキ（暴君放伐論）の抵抗権や、近代の自然権に基づくジョン・ロックの革命権、その影響を受けたアメリカ独立革命やフランス革命などがある。
なお抵抗権の厳密な定義の定説はなく、合法的抵抗が抵抗権で暴力は革命権との見解、抵抗権の中に革命権も含まれるとの見解、なども存在する。また抵抗権の明文規定の無い日本国憲法にも、自由・権利の保持責任を定める12条などを根拠として、抵抗権が内在していると解する学説も存在する。

## 中世
西欧においては、国家はキリスト教法思想では神の前において原則として望まれたものであり、一方で国家の権威には良心の限界があり、抵抗権は「汝殺すなかれ」の限界がおかれ、あくまで消極的意味での政治的主張であった。一方でゲルマン法思想によれば明示的契約（盟約）に反する行為に対する抵抗は積極的意味で肯定された主張であり、もし君主が法を破れば臣民は契約上の義務から解放されて、抵抗の権利と義務を持つに到ると解されていたとされる。

### モナルコマキ
16世紀のフランスでのモナルコマキでは、1579年の『暴君に対する自由の擁護』（『暴君に対する反抗の権利』）で、君主は神の代理人として神の法を行う義務（統治契約）を負うため、君主が神の法を侵した場合には服従しなくてもよく、次位の為政者である貴族は王に抵抗できるが、それは神意である、とした。

### ヘンリク条項
また抵抗権の初期の明文化は1573年のポーランド・リトアニア共和国における国王と議会との協約であるヘンリク条項に見られ、もし君主が国法や特権を濫用した場合には、シュラフタ（貴族階級）は国王の命令を拒否し、国王に反抗する権利が保証された。なお黄金の自由と呼ばれる貴族民主主義制度下のポーランド・リトアニア共和国では、この抵抗権とさらに以前から明文化されていた人身保護特権（ネミネム・カプティヴァビムス）に基づき、合法的な反乱である強訴（ロコシュ）が行われることがあった。

## 近代

### ジョン・ロック
ジョン・ロックは西欧中世の抵抗権の思想を徹底し、圧政に対する政治革命を自然権に基づく人民の権利として定式化した。ロックは、人民の権利を保障するために設立された公共統治機関（社会契約論）が、人民の信託に反して人民の自由や財産を侵害する圧制を行った場合には、全体としての人民は最終的権利として政府を打倒できるとした。このロックの思想はアメリカ革命やフランス革命に影響を与えた。

### バージニア権利章典
1776年のバージニア権利章典は抵抗権（革命権）を人権として初めて明文化した。

### アメリカ独立宣言
更に同年1776年のアメリカ独立宣言は、政府が暴政に転じた場合の人民による抵抗（革命）を、権利だけではなく義務としても規定した。

### フランス憲法(1793年)
フランス革命中の1793年のジャコバン憲法では、33条で人権として圧政に対する抵抗権を規定し、更に35条で政府の権利侵害に対する反乱は権利であり義務と規定した。

## 第二次世界大戦後
ゲルマン的抵抗権の伝統を持つドイツでは、ヴァイマル憲法でも抵抗権の規定は無かったが、ナチズムを経験した第二次世界大戦後にはヘッセン・ブレーメン・ベルリンなどの州（ラント）憲法や、更にドイツ連邦共和国基本法（ボン基本法）の改正時に、抵抗権（ないし抵抗義務）を明文で規定した。

### ヘッセン州憲法(1946年)
1946年のヘッセン州憲法では147条で抵抗権を各人の権利と義務と規定した。

### ボン基本法
1949年に制定されたドイツ連邦共和国基本法（ボン基本法）では、1968年の改正で抵抗権が第20条4項に明文化された。これは戦う民主主義の理念として、抵抗権を行使できる対象が「排除せんと企てるすべての者」と、従来の公権力だけではなく市民や集団にも拡大されうるため、本来の抵抗権概念からの逸脱との議論もある。